# غيغس
غيغس (باليونانية: Γύγης) هو مؤسس الأسرة الميرمنادية من الملوك الليديين وكان قد حكم بين عامي 687 – 652 ق م وفقا لهاينريخ غيلزر، و690 – 657 ق م وفقا لهوغو وينكلر. وأما عن السجلات التاريخية التي سلمها لنا هيرودوتس فقد أظهرت النقوش الآشورية بأن تزيد بنحو عشرين سنة.

## سيرته
كان غيغس ابن داسكيلوس الذي استدعى من قبل الملك الليدي سادياتس الملقب كانداولس (أو خانق الكلاب وهو لقب هرمس الليدي) بعد طرده إلى كابادوكيا، وأرسل داسكيلوس ابنه إلى ليديا بدلا من نفسه. وبسرعة نال غيغس حظوة سادياتس وأرسله ليجلب تودو ابنة أرنوسوس الميسي، التي تمنى الملك أن يجعلها مليكته. وفي الطريق وقع غيغس في حب تودو التي اشتكت لسادياتس من أفعاله. وبعد أن استشعر أن الملك يريد معاقبته بالموت قام غيغس باغتيال سادياتس في الليل وسيطر على العرش بمساعدة أرسيليس الميلاسي نقيب الحرس الكاري الذي استماله لصفه. وتلى الحدث حرب أهلية انتهت بمناشدة قدمها كاهن دلفي والتأكيد بأحقية غيغس بالعرش من قبل إله دلفي، ولكي يضمن مكانته تزوج من تودو.
روى الإغريق العديد من الأساطير حول صعوده للسلطة، والقصة التي رواها هيرودوتس يمكن أن نرجعها للشاعر أرخيلوخوس الباري الذي وصف كيف أن كانداولس أصر على أن يُظهر لغيغس زوجته وهي غير محتشمة، فأغضبها الأمر فأعطت لغيغس الخيار إما أن يقتل زوجها ويجعل نفسه الملك أو أن يُقتَل بنفسه. بينما قال أفلاطون أن غيغس كان راعي غنم اكشف خاتما سحريا استطاع بواسطته أن يقتل سيده ويحوز إعجاب زوجته.

## الملك
بعد أن وضع نفسه على العرش كرس نفسه لتوحيد المملكة وجعلها قوة طبيعية. واستطاع احتلال إقليم طروادة، وانتزع كولوفون من الإغريق، وحاصر سميرنا ودخل أفسس وميليتوس، ودحر القيمريين الذين اجتاحوا آسيا الصغرى، وأرسل سفارة إلى الملك الآشوري آشور بانيبال في نينوى (حوالي 660 ق م) على أمل أن ينال المساعدة ضد البرابرة، ولكن الآشوريين على الجهة الأخرى كانوا منشغلين بحروبهم، ووجه غيغس نظره نحو مصر وأرسل القوات الكارية المخلصة مع المرتزقة اليونانيين لتساعد الفرعون بسامتيك في زعزعة النير الآشوري (650 ق م).
بعد سنوات قليلة مات غيغس في معركة ضد القيمريين الذين كانوا تحت حكم دوغدامي (الذي سماه سترابون ليغدايس) لذي احتل مدينة سارديس. وخلف غيغس ابنه أرديس الثاني.